# 江戸川区立小岩第一中学校
江戸川区立小岩第一中学校（えどがわくりつ こいわだいいちちゅうがっこう）は、東京都江戸川区東小岩三丁目にある公立中学校。

## 沿革
- 1947年 - 学校教育法により、小岩小学校内に設置。
- 1948年 - 現在地である東京都江戸川区東小岩3丁目10番8号に移動
- 1981年 - 男子バスケットボール部が全国中学校バスケットボール大会にて優勝。

## 所在地
東京都江戸川区東小岩三丁目10番8号
交通
- JR小岩駅より徒歩15分
- 京成江戸川駅より徒歩10分

## 部活動一覧
| 運動部 - サッカー - バドミントン - バレーボール - バスケットボール - 卓球 - 剣道 - 陸上 | 文化部 - 吹奏楽 - 美術 - 読書 - 手芸 - 英語 - 将棋 |

## 校歌
校歌の作曲者は、『若い力』の作曲者である岡本敏明である。